# Stjepan Sekulić
Stjepan Sekulić - Jucko (Slobodnica, kraj Slavonskog Broda, 22. veljače 1922. — blizina Oborova, 13./14. ožujka 1944.) je bio sudionik Narodnooslobodilačke borbe i narodni heroj Jugoslavije.

## Životopis
Rođen je 1922. godine u selu Slobodnici. Osnovnu školu završio je u Slobodnici, a poslije toga Opću gimnaziju u Slavonskom Brodu. Bio je član SKOJ-a i prije rata. Među ostalim, sudjelovao je u štrajku oko 60 maturanata sedmoškolaca u brodskoj gimnaziji 1940. godine. Zbog toga su on i više njegovih kolega, istjerani iz sedmog razreda gimnazije. Razred je završio u Zagrebu, gdje je postao tajnik srednjoškolskog rukovodstva SKOJ-a. Nakon početka Travanjskog rata 1941., vratio se u Slobodnicu.
Sekulić je, zajedno s ostalim brodskim skojevcima i članovima KPJ, prešao u ilegalnost. Boravio je u močvarnom delu Jelas polja, u blizini rodnog sela. Tamo je 9. srpnja 1941. bio primljen u članstvo KPJ. Tijekom ljeta 1941., sudjelovao je u akcijama i diverzijama u Slobodnici, Sibinju i Starom Slatiniku. Po naredbi KPJ, prešao je u legalnost, jer se jedino tako mogla održavati veza s Požegom, Novom Gradiškom i Zagrebom.
U kolovozu 1941., poslije povratka iz Zagreba, bio je uhićen i odveden u logor kod Slavonskog Broda. Tijekom zatočeništva, nikoga nije odao. Bio je pušten, ali je ponovo uhićen krajem prosinca 1941. i iz Slavonskog Broda prebačen u Zagreb, pa u Logor Jasenovac. Iz logora je pobjegao, preplivavši kanal Strug. Ukrcao se u otvoreni željeznički vagon, iskočio u blizini Slavonskog Broda i vratio se kući u Slobodnicu.
Prebacio se na teritorij, gdje su delovale prve partizanske skupine. Tada je postao tajnik Okružnog komiteta SKOJ-a za Slavonski Brod, a ubrzo poslije toga tajnik Oblasnog komiteta SKOJ-a za Slavoniju. Na Prvom kongresu Ujedinjenog saveza antifašističke omladine Jugoslavije, održanom u Bihaću od 27. do 29. studenog 1942., Sekulić je, s još nekoliko drugova, predstavljao omladinu iz Slavonije. Kao član Pokrajinskog komiteta SKOJ-a za Hrvatsku, na kongresu je bio izabran i u Centralni odbor USAOJ-a. Pošto se zbog Četvrte antipartizanske ofenzive nije mogao vratiti u Slavoniju, oko pola godine bio je borac u Šestoj ličkoj proleterskoj diviziji. U Slavoniju se vratio u ožujku 1943. godine. Početkom 1943., otišao je na Kordun, gdje je sudjelovao u radu plenuma Pokrajinskog komiteta SKOJ-a za Hrvatsku, u Slunju. Poslije kongresa, neko vrijeme je proboravio u bolnici zbog rane koju je zadobio u okršaju s neprijateljskim snagama.
U noći između 13. i 14. ožujka 1944. godine, manja skupina se, prelazeći iz Korduna, prebacila preko Save. Tek što su se svi prebacili, iz zasjede su zapucale neprijateljske snage. Sekulić, koji je bio na čelu skupine, tada je poginuo u šumi Žutici pokraj sela Oborova (Turopolje).

## Nasljeđe
Ukazom Predsjedništva Antifašističkog vijeća narodnog oslobođenja Jugoslavije, 26. srpnja 1945. godine, među prvim borcima Narodnooslobodilačke vojske, proglašen je za narodnog heroja.
Njegovo je ime nosila osnovna škola u Sibinju, od svog otvaranja 1964. do početka 1990-ih. Ispred škole se do 1990-ih nalazila i njegova bista, koja je zatim uklonjena.